# Cyphorhinus
Cyphorhinus és un gènere d'ocells de la família dels troglodítids (Troglodytidae) que habita Amèrica Central i del Sud.

## Taxonomia
Segons la Classificació del Congrés Ornitològic Internacional (versió 14.2, 2024) aquest gènere està format per quatre espècies:
- Cargolet de pit castany del sud(Cyphorhinus thoracicus Tschudi, 1844)[4]
- Cargolet de pit castany del nord (Cyphorhinus dichrous Sclater, PL & Salvin, 1879)[5]
- Cargolet músic (Cyphorhinus arada Hermann, 1783)
- Cargolet cantaire (Cyphorhinus phaeocephalus Sclater, PL, 1860)